# Arad, România

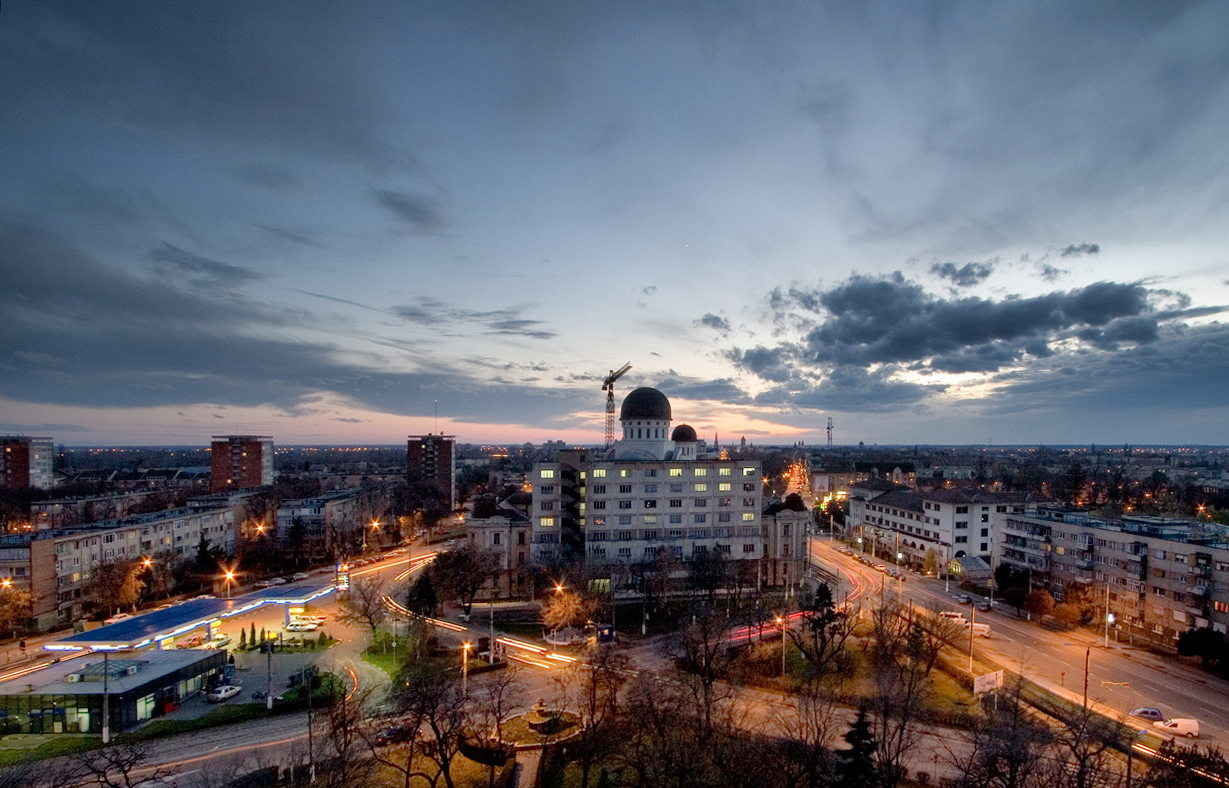
Arad

Arad (phát âm tiếng Romania: [aˈrad]; tiếng Hungary: Arad; tiếng Serbia: Арад Arad) là một thành phố România, ở vùng Crişana, bên sông Mureş. Thành phố là thủ phủ hạt Arad. Đây là thành phố lớn thứ 14 quốc gia này. Thành phố Arad. Romania có dân số 172.824 người (theo điều tra dân số năm 2002), diện tích km2. Thành phố có độ cao 107 mét trên mực nước biển.